# 韓国海軍姜邯賛艦一等兵自殺事件
韓国海軍姜邯賛艦一等兵自殺事件（かんこくかいぐん カンガムチャンかん いっとうへいじさつじけん）は、2021年6月18日に韓国海軍の駆逐艦姜邯賛の艦内にてA（21歳・一等兵）がいじめ・暴行・暴言を苦に自宅にて自殺した事件である。 韓国国内で韓国軍隊におけるいじめなどの暗部を描いたドラマ『D.P. -脱走兵追跡官-』が話題となっていた時期でもあり、事件は大きく報道されることとなった。

## 経緯
2021年9月7日に軍人権センター（市民団体）はソウル麻浦区にて記者会見を開いて発表し、死亡したA（21歳・一等兵）が被害を艦長に申告したにもかかわらず、被害者保護の措置どころか加害者との和解を要求されるなどの「2次被害」を受けたと主張した。休暇と自主隔離で長く艦を出ていたという理由で3月に先輩兵から集団いじめ・暴行・暴言にあったという。
Aは海軍が好きで海外派兵になることを夢見ていた。兵役中のAは2月1日に姜邯賛艦に転入した。2月11日に父親が事故に遭ったために25日までの2週間請願休暇を取った。その後3月9日まで自主隔離を行って内務生活に入った。その直後に先輩兵による集団いじめが始まり、先輩兵が「蜜を吸っている」（「のんびり休んでいる」という韓国軍の隠語）などと言ったり、Aが乗組員室に入室すると他の兵士が皆出て行ったりした。2人の先輩兵は「Aが業務をきちんとやっていない」と言って甲板で胸と頭を何度も押して倒した。Aが「（業務を）どうすればよいのか」と尋ねると、先輩兵は「死ね」と答えたという。Aは2度母親に電話をかけ「先輩兵にいじめられている。船にいる人達はみんな馬鹿みたいだ。自分が辛い思いをしているのに何の保護も受けられないし、仕事もまともにできない。自分は尊重されるべき人格なのに」と涙声で話していたというが、それに対して母親は「上司の命令に服すのが軍隊だから仕方ない」と言うだけであった。
乗組員室（生活館）で暴行があったという話を生前のAから聞いたという同僚兵士の供述によると、一部の先輩兵が乗組員室で暴言を吐き、Aが席から立ち上がると再び押して座らせるなどの暴行を加えたという。3月16日にAは艦長に携帯電話のメッセンジャーを利用して暴行と暴言の事実を申告したが、加害者と被害者の分離はなされなかった。艦長はAの乗組員室を移して職務を甲板兵からCPO（上級副士官）当番兵に変更しただけで、Aは一度出港すると数十日は続く海上勤務のために限られた空間で加害者と顔を合わさざるを得ない状況に置かれた。26日夜にAが自傷を試みると、艦長は27日午前1時頃にAに「加害兵士を呼んで謝罪させる場を持つのはどうか」と提案して加害者を呼んで対話させた。これに対して軍人権センターは「被害者と先輩である加害者を分離せずに和解させるとの理由で同じ席に呼んだのは2次加害であり、非常に不適切だ」と批判した。艦長は翌日早朝に加害者を呼んで謝罪させたが、艦長は被害者と加害者を下船させて分離した後に治療と捜査を受けさせなければならなかったが、これを行わずに被害者と加害者の分離が行われないまま約20日間放置されていた。姜邯賛艦の指揮部は4月1日にようやく加害兵士に経緯書を書かせて軍紀指導委員会に付したのみで事件を終結した。軍人権センターは「加害兵士を下船させて捜査せずに軍紀指導委員会に付して終結させて事件を隠蔽した」と述べた。
地上勤務はAが加害者の先輩兵と分離される唯一の方法であり、母親はAを船から降ろして地上勤務をさせてほしいと海軍に何度も要請したが「行政手続きが複雑で難しい」との回答が返ってきたのみだったという。Aは前述の自傷行為を試みたり掃除中に気絶したりするなど心身ともに疲弊していった。
Aは自傷行為を行った上にパニック障害を訴えていたが、艦長は事件発生から1ヶ月が経った4月6日になってようやくAを下船させて民間病院に診療を委託した。Aは4月に精神科に入院したが、それすらも「精神科に入院する際には下船が可能」という海軍の規定によるものだった。Aは部隊への復帰を希望して退院予定日よりも早い6月8日に退院したが、10日後に自宅にて自ら命を絶った。Aは「底が見えない」と言って苦しみ、友人に会った翌日に死亡しているのが発見された。Aの母親は軍に対して加害者の処罰、徹底した真相究明、再発防止対策を求める行動を開始した。9月8日にはインタビューに応じて軍の管理に備えるマニュアルの欠如を批判した。
母親はAの死亡後1ヶ月間、普段会っていた友人と別の船に乗船している海軍の同期や副士官と会い、Aが部隊でいじめを受けていたとする証言を確保した上で、全内容をA4用紙10枚にまとめて海軍に提出したが、軍事警察が刑事立件したのは暴行を働いた先輩兵のうちの1人だけだった。いじめについての捜査は遅々として進まず、軍事警察は遺族に対する中間捜査ブリーフィングで「いじめを受けていたという証言は被疑者を特定していないために捜査は難しい。直接の証拠がない」と述べたという。軍事警察は捜査ブリーフィング終了後に先輩兵の過酷行為や指揮官の不適切な措置とは無関係の話をしたという。

## 関連事件
- 韓国陸軍訓練所食糞事件 - 2005年に韓国陸軍にて発生したいじめ事件。
- 漣川軍部隊銃乱射事件 - 2005年に韓国陸軍にて発生した銃乱射事件。死者8名。
- 江華島海兵隊銃乱射事件 - 2011年に韓国海兵隊にて発生した銃乱射事件。死者4名。
- 洪川韓国兵士脳腫瘍死亡事件 - 2013年に韓国陸軍にて兵役中の兵士の脳腫瘍の発見が遅れたことによる死亡事件。死者1名。
- 漣川後任兵暴行致死事件 - 2014年に陸軍第28師団にて発生したいじめ暴行殺人事件。死者1名。
- 江原道高城郡兵長銃乱射事件 - 2014年に陸軍第22師団にて発生した銃乱射事件。死者5名。